# Calyptothecium humile
Calyptothecium humile là một loài rêu thuộc họ Pterobryaceae. Loài này được William Mitten mô tả khoa học đầu tiên năm 1883.